# Taylor Buchholz
Pour les articles homonymes, voir Buchholz.
Taylor Buchholz (né le 13 octobre 1981 à Lower Merion, Pennsylvanie, États-Unis) est un lanceur de relève droitier de baseball qui évolue dans les Ligues majeures de baseball de 2006 à 2011.

## Carrière

### Débuts
Taylor Buchholz est drafté par les Phillies de Philadelphie au sixième tour de sélection en 2000. Alors qu'il évolue en ligues mineures, il est échangé aux Astros de Houston avec les lanceurs Brandon Duckworth et Ezequiel Astacio, en retour du stoppeur Billy Wagner. La transaction est conclue le 3 novembre 2003.

### Astros de Houston
C'est avec les Astros que Buchholz fait ses débuts dans les majeures le 7 avril 2006. Il est à l'époque surtout utilisé comme lanceur partant. Il amorce 19 parties pour Houston au cours de la saison 2006, auxquelles s'ajoutent trois sorties en relève. À son second départ, le 22 avril, il n'accorde que deux coups sûrs aux Pirates de Pittsburgh en huit manches et deux tiers pour savourer sa première décision gagnante en carrière. Le 21 mai contre les Rangers du Texas, il réussit son premier match complet et son premier jeu blanc dans une victoire de 5-0 des Astros. Le jeune droitier termine la saison avec six gains et dix revers.

### Rockies du Colorado
Le 12 décembre 2006, il est impliqué dans une nouvelle transaction et passe aux Rockies du Colorado dans un transfert de cinq joueurs. Il joue 33 de ses 41 parties comme lanceur de relève à sa première année pour l'équipe de Denver en 2007. Les Rockies remportent le championnat de la Ligue nationale cette année-là, mais Buchholz ne lance pas en séries éliminatoires.
Utilisé comme releveur dans 63 parties en 2008, Taylor Buchholz s'avère solide avec une moyenne de points mérités de seulement 2,17 en 66 manches et un tiers lancées. Exceptionnellement utilisé comme stoppeur le 4 mai face aux Dodgers de Los Angeles, il est crédité d'un sauvetage pour la première fois de sa carrière en Ligues majeures.

### Blue Jays de Toronto
Après qu'une opération de type Tommy John l'ait tenu à l'écart du jeu pendant l'entière saison 2009, Buchholz revient au jeu en 2010 avec Colorado. Après seulement sept matchs joués, il est réclamé au ballottage par les Blue Jays le 9 septembre et termine la campagne avec Toronto, pour qui il ne joue que deux parties.

### Mets de New York
En novembre 2010, il change de nouveau d'équipe via la procédure de ballottage, étant cette fois réclamé par les Red Sox de Boston, où évolue déjà un lointain cousin, Clay Buchholz, lui aussi lanceur. Mais l'aventure est brève, Taylor étant libéré par Boston début décembre.
En janvier 2011, il signe comme agent libre avec les Mets de New York. Il effectue 28 sorties en relève durant la saison 2011 et conserve une moyenne de points mérités de 3,12 en 26 manches lancées.